# Wurmbea pygmaea
Wurmbea pygmaea là một loài thực vật có hoa trong họ Colchicaceae. Loài này được (Endl.) Benth. miêu tả khoa học đầu tiên năm 1878.